# Selkirkiella alboguttata
Espèce
Synonymes
- Anelosimus portazuelo Levi, 1967

Selkirkiella alboguttata est une espèce d'araignées aranéomorphes de la famille des Theridiidae.

## Distribution
Cette espèce est endémique de l'archipel Juan Fernández au Chili.

## Description
Le mâle décrit par Levi en 1967 sous le nom d'Anelosimus portazuelo mesure 2,5 mm et la femelle 2,7 mm.

## Publication originale
- Berland, 1924 : Araignées de l'ile de Pâques et des iles Juan Fernandez. The Natural History of Juan Fernandez and Easter Island. vol. 3, no 3, p. 419-437 (texte intégral).